# Власовка (Ростовская область)
Вла́совка — хутор в Тарасовском районе Ростовской области.
Входит в состав Зеленовского сельского поселения.

## Население
| 2010 | 2011 |
| ---- | ---- |
| 4    | →4   |

## Улицы
На хуторе имеется одна улица — Дачная.

## Достопримечательности
Примерно в 1800 метрах от села Власовка находится древнее поселение бронзового века Власовка-1. Поселение относится к этнокультурному объединению эпохи поздней бронзы (XVIII—XII век до нашей эры). Срубная культура, была распространена в степной и лесостепной полосах Восточной Европы между Днепром и Уралом.
На месте раскопок было найдено углубление под древнее полуземляночное строение, предметы была и охоты. Культурный слой раскопок представлен материалами:
куски лепной керамики; предметы из глины и камня; кости домашних животных (коза, бык, лошадь, овца); части амфор салтово-маяцкой культуры (VIII—X век нашей эры); каменный наконечник стрелы энеолитического периода (относится к раннему периоду посещения людей).